# Munții Retezat (sit SPA)
Munții Retezat este o arie protejată (arie de protecție specială avifaunistică — SPA) din România întinsă pe o suprafață de 38.316 ha, integral pe uscat.

## Localizare
Situl se întinde pe teritoriile administrative ale județelor Caraș-Severin (Zăvoi), Gorj (Padeș, Tismana) și Hunedoara (Pui, Râu de Mori, Sălașu de Sus, Uricani). Centrul sitului Munții Retezat este situat la coordonatele 45°20′19″N 21°20′35″E / 45.338556°N 21.343178°E.

## Înființare
Situl Munții Retezat a fost declarat arie de protecție specială avifaunistică (ROSPA0084) în octombrie 2007 pentru a proteja o gamă diversă de specii avifaunistice.

## Biodiversitate
Situată în ecoregiunea alpină, aria protejată nu include niciun habitat protejat. Situl se suprapune cu ariile naturale: Geoparcul Dinozaurilor „Țara Hațegului”, Parcul Național Domogled - Valea Cernei, Parcul Național Retezat, Peștera Zeicului, Peștera cu Corali, Rezervația științifică Gemenele
La baza desemnării sitului se află 23 specii de păsări protejate la nivel european sau aflate pe lista roșie a IUCN, astfel: minuniță (Aegolius funereus), pescăruș albastru (Alcedo atthis), acvilă de munte (Aquila chrysaetos), acvilă țipătoare mică (Aquila pomarina), cocoșul de mesteacăn (Bonasa bonasia), buhă (Bubo bubo), caprimulg (Caprimulgus europaeus), barză neagră (Ciconia nigra), șerpar (Circaetus gallicus), cristel de câmp (Crex crex), ciocănitoare cu spatele alb (Dendrocopos leucotos), ciocănitoare neagră (Dryocopus martius), ciocănitoare de stejar (Dendrocopos medius), șoim călător (Falco peregrinus), muscar (Ficedula parva), ciuvică (Glaucidium passerinum), sfrâncioc roșiatic (Lanius collurio), viespar (Pernis apivorus), ciocănitoare de munte (Picoides tridactylus), ciocănitoarea verzuie (Picus canus), huhurez mare (Strix uralensis) și cocoș de munte (Tetrao urogallus).